# مارک بردلی (بازیکن فوتبال، زاده ۱۹۸۸)
مارک بردلی (انگلیسی: Mark Bradley؛ زادهٔ ۱۴ ژانویهٔ ۱۹۸۸) بازیکن فوتبال اهل بریتانیا است.
از فیلم‌ها یا برنامه‌های تلویزیونی که وی در آن نقش داشته‌است می‌توان به لورنا اشاره کرد.
از باشگاه‌هایی که در آن بازی کرده‌است می‌توان به باشگاه فوتبال والسال و باشگاه فوتبال روترهام یونایتد اشاره کرد.
وی همچنین در تیم‌های ملی فوتبال زیر ۲۱ سال ولز و ولز بازی کرده‌است.